# Василий Соловьов-Седой
Василий Павлович Соловьов-Седой (25 април 1907 г. в Санкт Петербург, починал на 2 декември 1979 г. в Ленинград) е съветски и руски композитор.

## Биография
Учи в Ленинградската консерватория до 1936 г. и пише множество песни, мелодии и филмова музика.
Най-известната му песен си остава „Подмосковные вечера“. Той е композирал и „На пътя“, както и „Солови“ и „Отдавна не сме вкъщи“ с текст от Алексей Фатянов.
По време на кариерата си е два пъти носител на Сталинската награда и е удостоен със званието Народен артист на СССР. През 1997 г. астероидът (5078) Соловьов-Седой е кръстен на него.
С началото на Великата отечествена война Соловьов-Седой веднага се посвещава изцяло на песните. През есента на 1941 г. композиторът пристига в Оренбург с малка група ленинградски музиканти. Тук организира естрадния театър „Ястребок“, с който е изпратен на Калининския фронт, в района на Ржев.

## Известни песни (селекция)
| Заглавие                             | От   |
| ------------------------------------ | ---- |
| Играй, мой баян                      | 1941 |
| Вечер на рейде                       | 1941 |
| На солнечной поляночке               | 1942 |
| Наш город                            | 1945 |
| Перелетные птицы                     | 1945 |
| Давно мы дома не были                | 1945 |
| Где же вы теперь, друзья-однополчане | 1946 |
| Подмосковные вечера                  | 1955 |
| Если бы парни всей Земли             | 1957 |